# Spirama kalaoensis
Spirama kalaoensis là một loài bướm đêm trong họ Erebidae.

## Hình ảnh

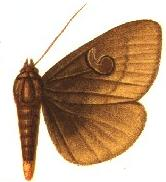